# Jasur Hasanov
Jasur Orziqulovich Hasanov (in russo Жасур Орзикулович Хасанов?, Žasur Orzikulovič Chasanov; Jizzax, 2 agosto 1983) è un calciatore uzbeko, centrocampista svincolato.

## Palmarès

### Club

#### Competizioni nazionali
- Campionato uzbeko: 4

Bunyodkor: 2008, 2009, 2013
Lokomotiv Tashkent: 2016
- Coppa dell'Uzbekistan: 2

Bunyodkor: 2008, 2010